# Abdurrahman Wahid
Abdurrahman ad-Dakhil Wahid (Jombang, Java oriental; 7 de setembre de 1940 – Jakarta, 30 de desembre de 2009), conegut col·loquialment per Gus Dur ("Dur, fill de l'ustad"), fou un líder religiós i polític indonesi, i quart President d'Indonèsia del 20 d'octubre de 1999 al 23 de juliol de 2001, el primer elegit democràticament després de la dimissió de Suharto el 1998. Va reemplaçar la ma dreta del dictador, Jusuf Habibie, i fou substituït per la seva vicepresidenta, Megawati Sukarnoputri.
Fill de Wahid Hasyim, un prominent líder musulmà, Abdurrahman Wahid va estudiar a l'escola Karachi Grammar School i va continuar els seus estudis a la Universitat al-Azhar del Caire, Egipte i la Universitat de Bagdad a l'Iraq. Va ser un líder religiós sunnita, i va ser escollit com a cap del Partit del Despertar Nacional. Va ser candidat a les eleccions presidencials de 1999 i va ser elegit com a president. Patia d'una discapacitat ocular, una condició mèdica que li va impedir exercir plenament les seves funcions com a president.
Wahid va ser una figura important en la política i la societat indonèsia, i és recordat per la seva lluita per la democràcia i els drets humans. Va ser guardonat amb diversos premis, incloent l'Estrella de la República d'Indonèsia, l'Estrella de l'Amic i el Premi Ramon Magsaysay de 1993. A més dels seus càrrecs polítics, Wahid també va ser un periodista reconegut i va ser el fundador de l'Associació de Periodistes Indonèsia.
Abdurrahman Wahid va morir el 30 de desembre de 2009, a l'Hospital Nacional General Dr. Cipto Mangunkusumo de Jakarta, a causa de problemes cardiovasculars. Va ser enterrat a la seva ciutat natal, Jombang. Estava casat amb Sinta Nuriyah, des de 1968, i van tenir quatre filles: Alissa Qotrunnada, Yenny Wahid, Anita Hayatunnufus i Inayah Wulandari.